# محمد أعبابو
محمد أعبابو مواليد 1934 وتوفي في 20 تموز/يوليو 1976، كان أحد كبار ضُباط القوات المسلحة الملكية المغربية جنبا إلى جنب مع الجنرال محمد المذبوح وأمحمد أعبابو الذين رتبوا لمحاولة الانقلاب الفاشلة ضد الملك الحسن الثاني في 10 تموز/يوليو 1971. حصل محمد على التدريب العسكري في كلية دار البيضا بمدينة مكناس.

## محاولة الانقلاب
كلف محمد عبابو شقيقه الأصغر العقيد أمحمد عبابو بمداهمة قصر الصخيرات من الجنوب وهو ما فعله دون أن يُواجه مقاومة كبيرة. بعد فشل الانقلاب؛ اعتُقل محمد وحوكم ثم سُجن جنبا إلى جنب مع غيره ممن دبّر الاتقلاب (عكا ومزيرغ). حاولَ الهروب مع مجموعة من السجناء من بينهم علي بوريكات لكنّ المجموعة اختفت ولم يُعرف شيئا عن ظروفها. بعد مرور عدة سنوات؛ تلقت عائلة محمد شهادة وفاة رسمية مؤرخة في 20 تموز/يوليو 1976 وعليها ملاحظة من الدولة تُؤكد أنها لا زالت لا تعلم شيئا عن ظروف اختفائه.